# David Catlin

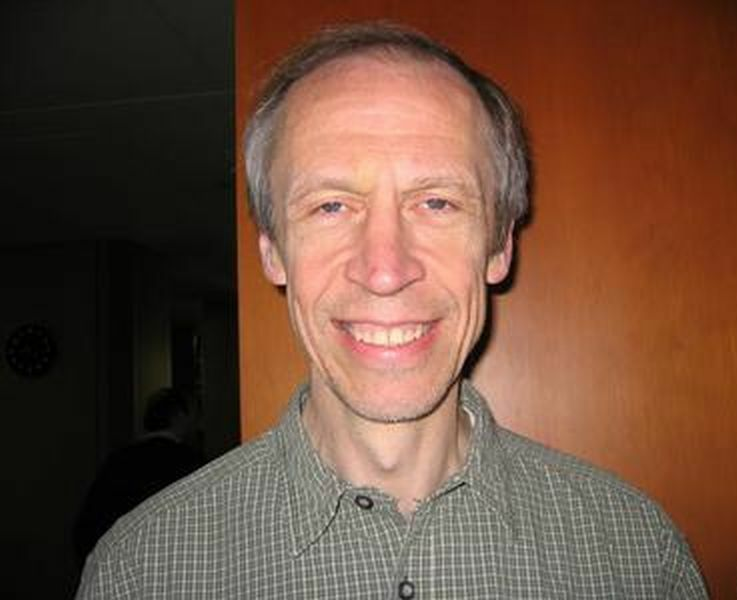
David Catlin, Oberwolfach 2004

David William Catlin (* 12. Mai 1952 in Rochester (Pennsylvania)) ist ein US-amerikanischer Mathematiker, der sich mit komplexer Analysis mit mehreren komplexen Variablen befasst.
Catlin wurde 1978 an der Princeton University bei Joseph Kohn promoviert (Boundary Behavior of Holomorphic Functions on Weakly Pseudoconvex Domains). 1983 erhielt er ein Forschungsstipendium der Alfred P. Sloan Foundation (Sloan Research Fellowship). Er ist Professor an der Purdue University.
Catlin löste ein ursprünglich von Donald Spencer formuliertes Problem der komplexen Analysis in mehreren Variablen, mit dem sich schon sein Lehrer Kohn ausführlich beschäftigte, das Neumann-Problem für {\displaystyle {\overline {\partial }}}, ein nicht-elliptisches Randwertproblem.
Er war Invited Speaker auf dem Internationalen Mathematikerkongress 1986 in Berkeley (Regularity of solutions of the {\displaystyle {\overline {\partial }}}-Neumann problem). 1989 erhielt er den ersten Bergman Preis.
Sein Bruder Paul Allen Catlin ist ebenfalls Mathematiker.

## Schriften
- Necessary conditions for subellipticity of the -Neumann problem, Annals of Mathematics, 117, 1983, 147–171
- Boundary invariants of pseudoconvex domains, Annals of Mathematics 120, 1984, 529–586
- Subelliptic estimates for the {\displaystyle {\overline {\partial }}}-Neumann problem on pseudoconvex domains, Annals of Mathematics, 126, 1987,  131–191
- Herausgeber mit Thomas Bloom, John P. D’Angelo, Yum-Tong Siu: Modern methods in complex analysis, Annals of Mathematics Studies 137, Princeton University Press 1995 (Robert Gunning und Joseph Kohn gewidmet)
- Global regularity of the ∂-Neumann problem, in: Complex analysis of several variables, Proc. Symp. Pure Math. Vol. 41, AMS, 1984, S. 39–49